# Bychaŭski Rajon
Bychaŭski Rajon (vitryska: Быхаўскі Раён, ryska: Быховский район) är ett distrikt i Belarus.   Det ligger i voblasten Mahiljoŭs voblast, i den östra delen av landet, 180 km öster om huvudstaden Minsk.